# Jungen gegen Mädchen
Jungen gegen Mädchen war eine deutsche Promi-Gameshow, die von 2012 bis 2016 bei RTL ausgestrahlt wurde.
In der Show traten jeweils ein männliches und ein weibliches Team mit jeweils vier prominenten Teilnehmern an, wobei die Frauen von Mirja Boes und die Männer von Joachim Llambi angeführt wurden. Im Laufe der Sendung spielten die Gruppen verschiedene Denk-, Sport- und Geschicklichkeitsspiele, in denen es meist um das Wissen und um Klischees von Männern oder Frauen ging und erspielten so Punkte. Unterstützt wurden die Prominenten durch das Publikum, das nach Geschlecht aufgeteilt war und bspw. durch Hereinrufen dem eigenen Team Tipps geben durfte. Am Ende gewann die Gruppe mit dem höchsten Punktestand und gewann für ihre Publikumshälfte Preise (bspw. Gutscheine für einen Kosmetiksalon oder den Baumarkt).
| Nr. (ges.) | Nr. (St.) | Erstausstrahlung | Team Jungen (neben Joachim Llambi)                         | Team Mädchen (neben Mirja Boes)                              |
| Staffel 1  | Staffel 1 | Staffel 1        | Staffel 1                                                  | Staffel 1                                                    |
| ---------- | --------- | ---------------- | ---------------------------------------------------------- | ------------------------------------------------------------ |
| 1          | 1         | 13. Apr. 2012    | Mirco Nontschew, Das Bo und Giovanni Zarrella              | Johanna Klum, Isabel Edvardsson und Jana Ina Zarrella        |
| 2          | 2         | 1. Jun. 2012     | Wilson Gonzalez Ochsenknecht, Oliver Pocher und Dave Davis | Fernanda Brandão, Bonnie Strange und Andrea Kaiser           |
| Staffel 2  |           |                  |                                                            |                                                              |
| 3          | 1         | 9. Mär. 2013     | Raúl Richter, Kai Ebel und Giovanni Zarrella               | Rebecca Mir, Eva Habermann und Jana Ina Zarrella             |
| 4          | 2         | 16. Mär. 2013    | Tom Beck, Erdoğan Atalay und Bastiaan Ragas                | Desiree Nick, Collien Ulmen-Fernandes und Tooske Ragas       |
| 5          | 3         | 23. Mär. 2013    | Mario Basler, Konny Reimann und Gil Ofarim                 | Isabel Edvardsson, Fiona Erdmann und Manuela Reimann         |
| 6          | 4         | 30. Mär. 2013    | Joey Heindle, Frank Rosin und Detlef D. Soost              | Olivia Jones, Johanna Klum und Kate Hall                     |
| 7          | 5         | 7. Feb. 2014     | Paul Janke, Detlef D. Soost und Michael Wendler            | Claudia Wendler, Ruth Moschner und Sophia Thomalla           |
| 8          | 6         | 14. Feb. 2014    | Raúl Richter, Frank Matthée und Stefan Effenberg           | Claudia Effenberg, Marie van der Kolk und Susan Sideropoulos |
| Staffel 3  |           |                  |                                                            |                                                              |
| 9          | 1         | 21. Feb. 2014    | Matze Knop, Axel Schulz und Sven Hannawald                 | Charlotte Würdig, Fernanda Brandão und Alena Gerber          |
| 10         | 2         | 28. Feb. 2014    | Manuel Cortez, Oliver Mommsen und Simon Gosejohann         | Giulia Siegel, Alessandra Pocher und Miyabi Kawai            |
| 11         | 3         | 28. Mär. 2014    | André Dietz, Carsten Spengemann und Massimo Sinato         | Nina Moghaddam, Eva Habermann und Rebecca Mir                |
| 12         | 4         | 4. Apr. 2014     | Julius Brink, Hugo Egon Balder und Wolff Fuss              | Verena Kerth, Senna Guemmour und Anna Kraft                  |
| 13         | 5         | 11. Apr. 2014    | Jorge Gonzalez, Nelson Müller und Pietro Lombardi          | Desiree Nick, Charlotte Würdig und Sarah Lombardi            |
| 14         | 6         | 19. Dez. 2014    | Peer Kusmagk, Mirco Nontschew und Thomas Heinze            | Annabelle Mandeng, Enie van de Meiklokjes und Jackie Brown   |
| Staffel 4  |           |                  |                                                            |                                                              |
| 15         | 1         | 15. Apr. 2016    | Tom Beck, Bürger Lars Dietrich und Hans Sarpei             | Pia Sarpei, Larissa Marolt und Nela Lee                      |
| 16         | 2         | 22. Apr. 2016    | Ross Antony, Hannes Jaenicke und Pietro Lombardi           | Angela Finger-Erben, Claudia Effenberg und Sarah Lombardi    |
| 17         | 3         | 29. Apr. 2016    | Jörn Schlönvoigt, Oliver Pocher und Bastiaan Ragas         | Angelina Heger, Aleksandra Bechtel und Tooske Ragas          |
| 18         | 4         | 6. Mai 2016      | Detlef Steves, Felix von Jascheroff und Jürgen Drews       | Verona Pooth, Isabell Horn und Ramona Drews                  |
| 19         | 5         | 13. Mai 2016     | Kay One, Guido Cantz und Raúl Richter                      | Gülcan Kamps, Sonya Kraus und Valentina Pahde                |
| 20         | 6         | 20. Mai 2016     | Jochen Schropp, Sky du Mont und Paul Janke                 | Panagiota Petridou, Jana Ina Zarrella und Mirja du Mont      |
| 21         | 7         | 27. Mai 2016     | Massimo Sinató, Götz Otto und David Odonkor                | Sarah Knappik, Laura Wontorra und Suzan Odonkor              |